# 475 a.C.

## Eventos
- Públio Valério Publícola e Caio Náucio Rutilo, cônsules romanos.